# Anunciação (Leonardo da Vinci)
Anunciação é uma pintura a óleo da autoria de Leonardo da Vinci, elaborada no período compreendido entre os anos de 1478 e 1482. A obra apresenta duas versões, sendo que a segunda está localizada no Museu do Louvre.
A obra mostra o momento em que o anjo Gabriel anuncia à Maria que ela está esperando o filho de Deus, no caso Jesus. Para retratar a cena, da Vinci se utilizou de cores solenes, que transferem seriedade para a obra. A virgem está retratada com um manto azul e o anjo Gabriel com um manto vermelho, cor esta até então pouco explorada nas obras de arte. A Virgem e o anjo estão inseridos em um ambiente que remete à calma e à paz, com a adoção da técnica de perspectiva. Para retratar os dois personagens da cena, o pintor se utilizou de traços naturalistas e seguindo a lógica da proporcionalidade corporal para aproximar o sagrado do profano, visando gerar empatia com os fiéis da igreja católica. O rosto de todos os personagens são proporcionais ao resto do corpo, seguindo conceitos aprimorados na época, 

## Contexto histórico
A obra em questão, do século XV, faz parte do período Quattrocento. Esse período foi marcado por descobertas, conquistas e aperfeiçoamento das técnicas do momento anterior, entre elas o domínio da perspectiva. Esses novos olhares impulsionaram também descobertas científicas do corpo humano, que proporcionaram na arte figurativa um realismo na ilustração e representação corporal. Essas técnicas incrementaram os testes pictóricos que foram realizados no período anterior. Agora, as obras passarão a adotar uma proporcionalidade dos elementos corpóreos e dos cênicos, como cor, textura e tecidos. 
A aproximação com a realidade era um dos intuitos dos pintores renascentistas, mas também dos mecenas - elite que encomendava obras dos grandes artistas. Agora, um dos princípios mais valorizados pelos artistas, tal qual Leonardo da Vinci, era de retratar o profano e o sagrado contribuindo para aumentar a beleza e a graça da vida.  

## As duas versões da obra
Em 1478, Leonardo da Vinci com a ajuda do colega Lorenzo di Credi, pintou pela segunda vez a A Anunciação. Desta vez, o painel pequeno e as medidas desproporcionais levaram ao artista a dificuldade de pintar detalhes nas personagens e no cenário. A primeira versão do quadro foi pintada em uma base de 98 x 217 cm, diferenciando-se substancialmente da segunda, sobretudo no que diz respeito aos detalhes impressos na obra.
Muitos dos elementos utilizados por Leonardo são repetidos e alterados; ao contrário da Maria da primeira pintura, elegante e que parece possuir autoridade sobre o anjo, na segunda versão o artista a retrata como subserviente a este (como se ele tivesse autoridade sobre Ela), assim como na obra-prima de Fra Angelico. A postura de mulher provocadoramente culta e literata de Maria, que encontramos na  primeira A Anunciação de Leonardo, desaparece na obra pintada com Lorenzo.